# 羅爾夫巴赫河
52°4′12.13″N 8°12′54.48″E / 52.0700361°N 8.2151333°E
羅爾夫巴赫河（德語：Rolfbach），是德國的河流，位於該國西部，處於北萊茵-威斯特法倫州，屬於布魯赫巴赫河的支流，河道全長5.1公里，發源自博格霍爾茨豪森以西。